# Volta à Comunidade Valenciana de 2020
A 71.ª edição da competição ciclista Volta à Comunidade Valenciana foi uma corrida de ciclismo de estrada por etapas que se celebrou entre 5 e 9 de fevereiro na Espanha, com início no município da Comunidade Valenciana de Castelló de la Plana e final na cidade de Valencia sobre um percurso de 800,2 quilómetros.
A corrida fez parte do UCI ProSeries de 2020, calendário ciclístico mundial de segunda divisão, dentro da categoria UCI 2.pro. O vencedor final foi o esloveno Tadej Pogačar do UAE Emirates. Completaram o pódio, como segundo e terceiro classificado respetivamente, o australiano Jack Haig do Mitchelton-Scott e o britânico Tao Geoghegan Hart do INEOS.

## Equipas participantes
Tomaram parte na corrida 21 equipas: 12 de categoria UCI WorldTeam convidados pela organização, 7 de categoria UCI ProTeam e 2 de categoria Continental. Formaram assim um pelotão de 145 ciclistas dos que acabaram 137. As equipas participantes foram:
| Equipes WorldTeam (12)- Astana - Movistar Team - Deceuninck-Quick Step - Ineos - Jumbo-Visma - UAE Team Emirates - CCC Team - Lotto Soudal - Mitchelton-Scott - AG2R La Mondiale - Israel Start-Up Nation - Bahrain McLaren Equipes ProTeam (7)- Caja Rural-Seguros RGA - Total Direct Énergie - Burgos-BH - Euskaltel-Euskadi - Sport Vlaanderen-Baloise - Bardiani CSF Faizanè - Gazprom-RusVelo Equipes Continentais (2)- Kometa-Xstra - Equipo Kern Pharma |
| |

## Percorrido
A Volta à Comunidade Valenciana dispôs de cinco etapas para um percurso total de 800,2 quilómetros.
| Etapa | Data   | Percurso                         | type            | Distância (km) | Vencedor          | Líder geral       |
| ----- | ------ | -------------------------------- | --------------- | -------------- | ----------------- | ----------------- |
| 1     | 5 fev. | Castelló de la Plana – Vila-real | etapa plana     | 180            | Dylan Groenewegen | Dylan Groenewegen |
| 2     | 6 fev. | Torrent – Cullera                | etapa escarpada | 181            | Tadej Pogačar     | Tadej Pogačar     |
| 3     | 7 fev. | Orihuela – Torrevieja            | etapa escarpada | 174,5          | Dylan Groenewegen | Jack Haig         |
| 4     | 8 fev. | Calp – Serra de Bèrnia           | alta montanha   | 167            | Tadej Pogačar     | Tadej Pogačar     |
| 5     | 9 fev. | Paterna – Valência               | etapa plana     | 97,7           | Fabio Jakobsen    | Tadej Pogačar     |

## Desenvolvimento da corrida

### 1.ª etapa
| Castelló de la Plana - Vila-real | etapa plana | (180 km) |

| \| Classificação por etapas \| Classificação por etapas \| Classificação por etapas \| Classificação por etapas \| Classificação por etapas \| \| Ciclista \| Ciclista \| Equipe \| Tempo \| \| \| ------------------------ \| ------------------------ \| ------------------------ \| ------------------------ \| ------------------------ \| \| 1. \| Dylan Groenewegen \| Jumbo-Visma \| 4h07m40s \| \| \| 2. \| Fabio Jakobsen \| Deceuninck-Quick Step \| + 0s \| \| \| 3. \| Alexander Kristoff \| UAE Team Emirates \| + 0s \| \| \| 4. \| Ben Swift \| Team Ineos \| + 0s \| \| \| 5. \| Juan José Lobato \| Fundación-Orbea \| + 0s \| \| \| 6. \| Jon Aberasturi \| Caja Rural-Seguros RGA \| + 0s \| \| \| 7. \| John Degenkolb \| Lotto-Soudal \| + 0s \| \| \| 8. \| Luka Mezgec \| Mitchelton-Scott \| + 0s \| \| \| 9. \| Iván García Cortina \| Bahrain McLaren \| + 0s \| \| \| 10. \| Lawrence Naesen \| AG2R La Mondiale \| + 0s \| \| |                     |                        |          |
| |                     |                        |          |
| |                     |                        |          |
| Classificação por etapas |                     |                        |          |
| Ciclista | Ciclista            | Equipe                 | Tempo    |
| 1. | Dylan Groenewegen   | Jumbo-Visma            | 4h07m40s |
| 2. | Fabio Jakobsen      | Deceuninck-Quick Step  | + 0s     |
| 3. | Alexander Kristoff  | UAE Team Emirates      | + 0s     |
| 4. | Ben Swift           | Team Ineos             | + 0s     |
| 5. | Juan José Lobato    | Fundación-Orbea        | + 0s     |
| 6. | Jon Aberasturi      | Caja Rural-Seguros RGA | + 0s     |
| 7. | John Degenkolb      | Lotto-Soudal           | + 0s     |
| 8. | Luka Mezgec         | Mitchelton-Scott       | + 0s     |
| 9. | Iván García Cortina | Bahrain McLaren        | + 0s     |
| 10. | Lawrence Naesen     | AG2R La Mondiale       | + 0s     |

| \| Classificação geral \| Classificação geral \| Classificação geral \| Classificação geral \| Classificação geral \| \| Ciclista \| Ciclista \| Equipe \| Tempo \| \| \| ------------------- \| ------------------- \| ---------------------- \| ------------------- \| ------------------- \| \| 1. \| Dylan Groenewegen \| Jumbo-Visma \| 4h07m40s \| \| \| 2. \| Fabio Jakobsen \| Deceuninck-Quick Step \| + 0s \| \| \| 3. \| Alexander Kristoff \| UAE Team Emirates \| + 0s \| \| \| 4. \| Ben Swift \| Team Ineos \| + 0s \| \| \| 5. \| Juan José Lobato \| Fundación-Orbea \| + 0s \| \| \| 6. \| Jon Aberasturi \| Caja Rural-Seguros RGA \| + 0s \| \| \| 7. \| John Degenkolb \| Lotto-Soudal \| + 0s \| \| \| 8. \| Luka Mezgec \| Mitchelton-Scott \| + 0s \| \| \| 9. \| Iván García Cortina \| Bahrain McLaren \| + 0s \| \| \| 10. \| Lawrence Naesen \| AG2R La Mondiale \| + 0s \| \| |                     |                        |          |
| |                     |                        |          |
| |                     |                        |          |
| Classificação geral |                     |                        |          |
| Ciclista | Ciclista            | Equipe                 | Tempo    |
| 1. | Dylan Groenewegen   | Jumbo-Visma            | 4h07m40s |
| 2. | Fabio Jakobsen      | Deceuninck-Quick Step  | + 0s     |
| 3. | Alexander Kristoff  | UAE Team Emirates      | + 0s     |
| 4. | Ben Swift           | Team Ineos             | + 0s     |
| 5. | Juan José Lobato    | Fundación-Orbea        | + 0s     |
| 6. | Jon Aberasturi      | Caja Rural-Seguros RGA | + 0s     |
| 7. | John Degenkolb      | Lotto-Soudal           | + 0s     |
| 8. | Luka Mezgec         | Mitchelton-Scott       | + 0s     |
| 9. | Iván García Cortina | Bahrain McLaren        | + 0s     |
| 10. | Lawrence Naesen     | AG2R La Mondiale       | + 0s     |

### 2.ª etapa
| Torrent - Cullera | etapa escarpada | (181 km) |

| \| Classificação por etapas \| Classificação por etapas \| Classificação por etapas \| Classificação por etapas \| Classificação por etapas \| \| Ciclista \| Ciclista \| Equipe \| Tempo \| \| \| ------------------------ \| ------------------------ \| ------------------------ \| ------------------------ \| ------------------------ \| \| 1. \| Tadej Pogačar \| UAE Team Emirates \| 4h14m26s \| \| \| 2. \| Alejandro Valverde \| Movistar Team \| + 0s \| \| \| 3. \| Dylan Teuns \| Bahrain McLaren \| + 0s \| \| \| 4. \| Daniel Martin \| Israel Start-Up Nation \| + 0s \| \| \| 5. \| Jack Haig \| Mitchelton-Scott \| + 0s \| \| \| 6. \| Ion Izagirre \| Astana \| + 0s \| \| \| 7. \| Rubén Fernández \| Fundación-Orbea \| + 0s \| \| \| 8. \| Gianni Moscon \| Team Ineos \| + 0s \| \| \| 9. \| Tao Geoghegan Hart \| Team Ineos \| + 0s \| \| \| 10. \| Greg Van Avermaet \| CCC Team \| + 5s \| \| |                    |                        |          |
| |                    |                        |          |
| |                    |                        |          |
| Classificação por etapas |                    |                        |          |
| Ciclista | Ciclista           | Equipe                 | Tempo    |
| 1. | Tadej Pogačar      | UAE Team Emirates      | 4h14m26s |
| 2. | Alejandro Valverde | Movistar Team          | + 0s     |
| 3. | Dylan Teuns        | Bahrain McLaren        | + 0s     |
| 4. | Daniel Martin      | Israel Start-Up Nation | + 0s     |
| 5. | Jack Haig          | Mitchelton-Scott       | + 0s     |
| 6. | Ion Izagirre       | Astana                 | + 0s     |
| 7. | Rubén Fernández    | Fundación-Orbea        | + 0s     |
| 8. | Gianni Moscon      | Team Ineos             | + 0s     |
| 9. | Tao Geoghegan Hart | Team Ineos             | + 0s     |
| 10. | Greg Van Avermaet  | CCC Team               | + 5s     |

| \| Classificação geral \| Classificação geral \| Classificação geral \| Classificação geral \| Classificação geral \| \| Ciclista \| Ciclista \| Equipe \| Tempo \| \| \| ------------------- \| ------------------- \| ---------------------- \| ------------------- \| ------------------- \| \| 1. \| Tadej Pogačar \| UAE Team Emirates \| 8h22m09s \| \| \| 2. \| Jack Haig \| Mitchelton-Scott \| + 0s \| \| \| 3. \| Alejandro Valverde \| Movistar Team \| + 0s \| \| \| 4. \| Rubén Fernández \| Fundación-Orbea \| + 0s \| \| \| 5. \| Dylan Teuns \| Bahrain McLaren \| + 0s \| \| \| 6. \| Gianni Moscon \| Team Ineos \| + 0s \| \| \| 7. \| Ion Izagirre \| Astana \| + 0s \| \| \| 8. \| Tao Geoghegan Hart \| Team Ineos \| + 0s \| \| \| 9. \| Daniel Martin \| Israel Start-Up Nation \| + 0s \| \| \| 10. \| Matej Mohorič \| Bahrain McLaren \| + 2s \| \| |                    |                        |          |
| |                    |                        |          |
| |                    |                        |          |
| Classificação geral |                    |                        |          |
| Ciclista | Ciclista           | Equipe                 | Tempo    |
| 1. | Tadej Pogačar      | UAE Team Emirates      | 8h22m09s |
| 2. | Jack Haig          | Mitchelton-Scott       | + 0s     |
| 3. | Alejandro Valverde | Movistar Team          | + 0s     |
| 4. | Rubén Fernández    | Fundación-Orbea        | + 0s     |
| 5. | Dylan Teuns        | Bahrain McLaren        | + 0s     |
| 6. | Gianni Moscon      | Team Ineos             | + 0s     |
| 7. | Ion Izagirre       | Astana                 | + 0s     |
| 8. | Tao Geoghegan Hart | Team Ineos             | + 0s     |
| 9. | Daniel Martin      | Israel Start-Up Nation | + 0s     |
| 10. | Matej Mohorič      | Bahrain McLaren        | + 2s     |

### 3.ª etapa
| Orihuela - Torrevieja | etapa escarpada | (174,5 km) |

| \| Classificação por etapas \| Classificação por etapas \| Classificação por etapas \| Classificação por etapas \| Classificação por etapas \| \| Ciclista \| Ciclista \| Equipe \| Tempo \| \| \| ------------------------ \| ------------------------ \| ------------------------ \| ------------------------ \| ------------------------ \| \| 1. \| Dylan Groenewegen \| Jumbo-Visma \| 3h54m16s \| \| \| 2. \| Fabio Jakobsen \| Deceuninck-Quick Step \| + 0s \| \| \| 3. \| Matej Mohorič \| Bahrain McLaren \| + 0s \| \| \| 4. \| Davide Cimolai \| Israel Start-Up Nation \| + 0s \| \| \| 5. \| Jon Aberasturi \| Caja Rural-Seguros RGA \| + 0s \| \| \| 6. \| Luka Mezgec \| Mitchelton-Scott \| + 0s \| \| \| 7. \| Amaury Capiot \| Sport Vlaanderen-Baloise \| + 0s \| \| \| 8. \| Matteo Trentin \| CCC Team \| + 0s \| \| \| 9. \| Tom Van Asbroeck \| Israel Start-Up Nation \| + 0s \| \| \| 10. \| Alexander Kristoff \| UAE Team Emirates \| + 0s \| \| |                    |                          |          |
| |                    |                          |          |
| |                    |                          |          |
| Classificação por etapas |                    |                          |          |
| Ciclista | Ciclista           | Equipe                   | Tempo    |
| 1. | Dylan Groenewegen  | Jumbo-Visma              | 3h54m16s |
| 2. | Fabio Jakobsen     | Deceuninck-Quick Step    | + 0s     |
| 3. | Matej Mohorič      | Bahrain McLaren          | + 0s     |
| 4. | Davide Cimolai     | Israel Start-Up Nation   | + 0s     |
| 5. | Jon Aberasturi     | Caja Rural-Seguros RGA   | + 0s     |
| 6. | Luka Mezgec        | Mitchelton-Scott         | + 0s     |
| 7. | Amaury Capiot      | Sport Vlaanderen-Baloise | + 0s     |
| 8. | Matteo Trentin     | CCC Team                 | + 0s     |
| 9. | Tom Van Asbroeck   | Israel Start-Up Nation   | + 0s     |
| 10. | Alexander Kristoff | UAE Team Emirates        | + 0s     |

| \| Classificação geral \| Classificação geral \| Classificação geral \| Classificação geral \| Classificação geral \| \| Ciclista \| Ciclista \| Equipe \| Tempo \| \| \| ------------------- \| ------------------- \| ------------------- \| ------------------- \| ------------------- \| \| 1. \| Jack Haig \| Mitchelton-Scott \| 12h16m25s \| \| \| 2. \| Tadej Pogačar \| UAE Team Emirates \| + 0s \| \| \| 3. \| Alejandro Valverde \| Movistar Team \| + 0s \| \| \| 4. \| Rubén Fernández \| Fundación-Orbea \| + 0s \| \| \| 5. \| Dylan Teuns \| Bahrain McLaren \| + 0s \| \| \| 6. \| Ion Izagirre \| Astana \| + 0s \| \| \| 7. \| Tao Geoghegan Hart \| Team Ineos \| + 0s \| \| \| 8. \| Matej Mohorič \| Bahrain McLaren \| + 2s \| \| \| 9. \| Jan Polanc \| UAE Team Emirates \| + 5s \| \| \| 10. \| Greg Van Avermaet \| CCC Team \| + 5s \| \| |                    |                   |           |
| |                    |                   |           |
| |                    |                   |           |
| Classificação geral |                    |                   |           |
| Ciclista | Ciclista           | Equipe            | Tempo     |
| 1. | Jack Haig          | Mitchelton-Scott  | 12h16m25s |
| 2. | Tadej Pogačar      | UAE Team Emirates | + 0s      |
| 3. | Alejandro Valverde | Movistar Team     | + 0s      |
| 4. | Rubén Fernández    | Fundación-Orbea   | + 0s      |
| 5. | Dylan Teuns        | Bahrain McLaren   | + 0s      |
| 6. | Ion Izagirre       | Astana            | + 0s      |
| 7. | Tao Geoghegan Hart | Team Ineos        | + 0s      |
| 8. | Matej Mohorič      | Bahrain McLaren   | + 2s      |
| 9. | Jan Polanc         | UAE Team Emirates | + 5s      |
| 10. | Greg Van Avermaet  | CCC Team          | + 5s      |

### 4.ª etapa
| Calp - Serra de Bèrnia | alta montanha | (167 km) |

| \| Classificação por etapas \| Classificação por etapas \| Classificação por etapas \| Classificação por etapas \| Classificação por etapas \| \| Ciclista \| Ciclista \| Equipe \| Tempo \| \| \| ------------------------ \| ---------------------------- \| ------------------------ \| ------------------------ \| ------------------------ \| \| 1. \| Tadej Pogačar \| UAE Team Emirates \| 4h22m03s \| \| \| 2. \| Wout Poels \| Bahrain McLaren \| + 6s \| \| \| 3. \| Tao Geoghegan Hart \| Team Ineos \| + 6s \| \| \| 4. \| Daniel Martin \| Israel Start-Up Nation \| + 6s \| \| \| 5. \| Jack Haig \| Mitchelton-Scott \| + 6s \| \| \| 6. \| Dylan Teuns \| Bahrain McLaren \| + 23s \| \| \| 7. \| Ion Izagirre \| Astana \| + 32s \| \| \| 8. \| Sander Armée \| Lotto-Soudal \| + 42s \| \| \| 9. \| Óscar Rodríguez Garaicoechea \| Astana \| + 45s \| \| \| 10. \| Rubén Fernández \| Fundación-Orbea \| + 49s \| \| |                              |                        |          |
| |                              |                        |          |
| |                              |                        |          |
| Classificação por etapas |                              |                        |          |
| Ciclista | Ciclista                     | Equipe                 | Tempo    |
| 1. | Tadej Pogačar                | UAE Team Emirates      | 4h22m03s |
| 2. | Wout Poels                   | Bahrain McLaren        | + 6s     |
| 3. | Tao Geoghegan Hart           | Team Ineos             | + 6s     |
| 4. | Daniel Martin                | Israel Start-Up Nation | + 6s     |
| 5. | Jack Haig                    | Mitchelton-Scott       | + 6s     |
| 6. | Dylan Teuns                  | Bahrain McLaren        | + 23s    |
| 7. | Ion Izagirre                 | Astana                 | + 32s    |
| 8. | Sander Armée                 | Lotto-Soudal           | + 42s    |
| 9. | Óscar Rodríguez Garaicoechea | Astana                 | + 45s    |
| 10. | Rubén Fernández              | Fundación-Orbea        | + 49s    |

| \| Classificação geral \| Classificação geral \| Classificação geral \| Classificação geral \| Classificação geral \| \| Ciclista \| Ciclista \| Equipe \| Tempo \| \| \| ------------------- \| ---------------------------- \| ---------------------- \| ------------------- \| ------------------- \| \| 1. \| Tadej Pogačar \| UAE Team Emirates \| 16h38m28s \| \| \| 2. \| Tao Geoghegan Hart \| Team Ineos \| + 6s \| \| \| 2. \| Jack Haig \| Mitchelton-Scott \| + 6s \| \| \| 4. \| Daniel Martin \| Israel Start-Up Nation \| + 13s \| \| \| 5. \| Dylan Teuns \| Bahrain McLaren \| + 23s \| \| \| 6. \| Wout Poels \| Bahrain McLaren \| + 25s \| \| \| 7. \| Ion Izagirre \| Astana \| + 32s \| \| \| 8. \| Rubén Fernández \| Fundación-Orbea \| + 49s \| \| \| 9. \| Óscar Rodríguez Garaicoechea \| Astana \| + 1m11s \| \| \| 10. \| Alejandro Valverde \| Movistar Team \| + 1m14s \| \| |                              |                        |           |
| |                              |                        |           |
| |                              |                        |           |
| Classificação geral |                              |                        |           |
| Ciclista | Ciclista                     | Equipe                 | Tempo     |
| 1. | Tadej Pogačar                | UAE Team Emirates      | 16h38m28s |
| 2. | Tao Geoghegan Hart           | Team Ineos             | + 6s      |
| 2. | Jack Haig                    | Mitchelton-Scott       | + 6s      |
| 4. | Daniel Martin                | Israel Start-Up Nation | + 13s     |
| 5. | Dylan Teuns                  | Bahrain McLaren        | + 23s     |
| 6. | Wout Poels                   | Bahrain McLaren        | + 25s     |
| 7. | Ion Izagirre                 | Astana                 | + 32s     |
| 8. | Rubén Fernández              | Fundación-Orbea        | + 49s     |
| 9. | Óscar Rodríguez Garaicoechea | Astana                 | + 1m11s   |
| 10. | Alejandro Valverde           | Movistar Team          | + 1m14s   |

### 5.ª etapa
| Paterna - Valência | etapa plana | (97,7 km) |

| \| Classificação por etapas \| Classificação por etapas \| Classificação por etapas \| Classificação por etapas \| Classificação por etapas \| \| Ciclista \| Ciclista \| Equipe \| Tempo \| \| \| ------------------------ \| ------------------------ \| ------------------------ \| ------------------------ \| ------------------------ \| \| 1. \| Fabio Jakobsen \| Deceuninck-Quick Step \| 2h04m32s \| \| \| 2. \| Dylan Groenewegen \| Jumbo-Visma \| + 0s \| \| \| 3. \| John Degenkolb \| Lotto-Soudal \| + 0s \| \| \| 4. \| Alexander Kristoff \| UAE Team Emirates \| + 0s \| \| \| 5. \| Iván García Cortina \| Bahrain McLaren \| + 0s \| \| \| 6. \| Jon Aberasturi \| Caja Rural-Seguros RGA \| + 0s \| \| \| 7. \| Jaume Sureda \| Burgos-BH \| + 0s \| \| \| 8. \| Davide Ballerini \| Deceuninck-Quick Step \| + 0s \| \| \| 9. \| Enrique Sanz \| Equipo Kern Pharma \| + 0s \| \| \| 10. \| Matteo Trentin \| CCC Team \| + 0s \| \| |                     |                        |          |
| |                     |                        |          |
| |                     |                        |          |
| Classificação por etapas |                     |                        |          |
| Ciclista | Ciclista            | Equipe                 | Tempo    |
| 1. | Fabio Jakobsen      | Deceuninck-Quick Step  | 2h04m32s |
| 2. | Dylan Groenewegen   | Jumbo-Visma            | + 0s     |
| 3. | John Degenkolb      | Lotto-Soudal           | + 0s     |
| 4. | Alexander Kristoff  | UAE Team Emirates      | + 0s     |
| 5. | Iván García Cortina | Bahrain McLaren        | + 0s     |
| 6. | Jon Aberasturi      | Caja Rural-Seguros RGA | + 0s     |
| 7. | Jaume Sureda        | Burgos-BH              | + 0s     |
| 8. | Davide Ballerini    | Deceuninck-Quick Step  | + 0s     |
| 9. | Enrique Sanz        | Equipo Kern Pharma     | + 0s     |
| 10. | Matteo Trentin      | CCC Team               | + 0s     |

## Classificações finais
- As classificações finalizaram da seguinte forma:[4]

### Classificação geral
| \| Classificação geral \| Classificação geral \| Classificação geral \| Classificação geral \| Classificação geral \| \| Ciclista \| Ciclista \| Equipe \| Tempo \| \| \| ------------------- \| ---------------------------- \| ---------------------- \| ------------------- \| ------------------- \| \| 1. \| Tadej Pogačar \| UAE Team Emirates \| 18h43m00s \| \| \| 2. \| Jack Haig \| Mitchelton-Scott \| + 6s \| \| \| 3. \| Tao Geoghegan Hart \| Team Ineos \| + 6s \| \| \| 4. \| Daniel Martin \| Israel Start-Up Nation \| + 13s \| \| \| 5. \| Dylan Teuns \| Bahrain McLaren \| + 23s \| \| \| 6. \| Wout Poels \| Bahrain McLaren \| + 25s \| \| \| 7. \| Ion Izagirre \| Astana \| + 32s \| \| \| 8. \| Rubén Fernández \| Fundación-Orbea \| + 49s \| \| \| 9. \| Óscar Rodríguez Garaicoechea \| Astana \| + 1m11s \| \| \| 10. \| Alejandro Valverde \| Movistar Team \| + 1m14s \| \| \| 11. \| Gianni Moscon \| Team Ineos \| + 1m19s \| \| \| 12. \| Marc Soler \| Movistar Team \| + 1m22s \| \| \| 13. \| James Knox \| Deceuninck-Quick Step \| + 1m22s \| \| \| 14. \| Jan Polanc \| UAE Team Emirates \| + 1m36s \| \| \| 15. \| Sander Armée \| Lotto-Soudal \| + 1m43s \| \| |                              |                        |           |
| |                              |                        |           |
| Fonte: ProCyclingStats |                              |                        |           |
| Classificação geral |                              |                        |           |
| Ciclista | Ciclista                     | Equipe                 | Tempo     |
| 1. | Tadej Pogačar                | UAE Team Emirates      | 18h43m00s |
| 2. | Jack Haig                    | Mitchelton-Scott       | + 6s      |
| 3. | Tao Geoghegan Hart           | Team Ineos             | + 6s      |
| 4. | Daniel Martin                | Israel Start-Up Nation | + 13s     |
| 5. | Dylan Teuns                  | Bahrain McLaren        | + 23s     |
| 6. | Wout Poels                   | Bahrain McLaren        | + 25s     |
| 7. | Ion Izagirre                 | Astana                 | + 32s     |
| 8. | Rubén Fernández              | Fundación-Orbea        | + 49s     |
| 9. | Óscar Rodríguez Garaicoechea | Astana                 | + 1m11s   |
| 10. | Alejandro Valverde           | Movistar Team          | + 1m14s   |
| 11. | Gianni Moscon                | Team Ineos             | + 1m19s   |
| 12. | Marc Soler                   | Movistar Team          | + 1m22s   |
| 13. | James Knox                   | Deceuninck-Quick Step  | + 1m22s   |
| 14. | Jan Polanc                   | UAE Team Emirates      | + 1m36s   |
| 15. | Sander Armée                 | Lotto-Soudal           | + 1m43s   |

### Classificação da montanha
| Classificação da montanha | Classificação da montanha | Classificação da montanha | Classificação da montanha | Classificação da montanha |
| Ciclista                  | Ciclista                  | Equipe                    | Pontos                    |                           |
| ------------------------- | ------------------------- | ------------------------- | ------------------------- | ------------------------- |
| 1.                        | Gonzalo Serrano Rodríguez | Caja Rural-Seguros RGA    | 24 pts                    |                           |
| 2.                        | Tadej Pogačar             | UAE Team Emirates         | 13 pts                    |                           |
| 3.                        | Álvaro Cuadros            | Caja Rural-Seguros RGA    | 12 pts                    |                           |
| 4.                        | Pello Bilbao              | Bahrain McLaren           | 10 pts                    |                           |
| 5.                        | Wout Poels                | Bahrain McLaren           | 8 pts                     |                           |
| 6.                        | Iván Moreno               | Equipo Kern Pharma        | 6 pts                     |                           |
| 7.                        | Tao Geoghegan Hart        | Team Ineos                | 6 pts                     |                           |
| 8.                        | Giovanni Carboni          | Bardiani CSF Faizanè      | 6 pts                     |                           |
| 9.                        | Alessandro De Marchi      | CCC Team                  | 6 pts                     |                           |
| 10.                       | Tim Declercq              | Deceuninck-Quick Step     | 5 pts                     |                           |

### Classificação dos pontos
| Classificação por pontos | Classificação por pontos | Classificação por pontos | Classificação por pontos | Classificação por pontos |
| Ciclista                 | Ciclista                 | Equipe                   | Pontos                   |                          |
| ------------------------ | ------------------------ | ------------------------ | ------------------------ | ------------------------ |
| 1.                       | Dylan Groenewegen        | Jumbo-Visma              | 70 pts                   |                          |
| 2.                       | Fabio Jakobsen           | Deceuninck-Quick Step    | 65 pts                   |                          |
| 3.                       | Tadej Pogačar            | UAE Team Emirates        | 50 pts                   |                          |
| 4.                       | Alexander Kristoff       | UAE Team Emirates        | 36 pts                   |                          |
| 5.                       | Jon Aberasturi           | Caja Rural-Seguros RGA   | 32 pts                   |                          |
| 6.                       | Jack Haig                | Mitchelton-Scott         | 28 pts                   |                          |
| 7.                       | Daniel Martin            | Israel Start-Up Nation   | 28 pts                   |                          |
| 8.                       | Dylan Teuns              | Bahrain McLaren          | 26 pts                   |                          |
| 9.                       | John Degenkolb           | Lotto-Soudal             | 25 pts                   |                          |
| 10.                      | Davide Cimolai           | Israel Start-Up Nation   | 24 pts                   |                          |

### Classificação dos jovens
| Classificação dos jovens | Classificação dos jovens     | Classificação dos jovens | Classificação dos jovens | Classificação dos jovens |
| Ciclista                 | Ciclista                     | Equipe                   | Tempo                    |                          |
| ------------------------ | ---------------------------- | ------------------------ | ------------------------ | ------------------------ |
| 1.                       | Tadej Pogačar                | UAE Team Emirates        | 18h43m00s                |                          |
| 2.                       | Tao Geoghegan Hart           | Team Ineos               | + 6s                     |                          |
| 3.                       | Óscar Rodríguez Garaicoechea | Astana                   | + 1m11s                  |                          |
| 4.                       | James Knox                   | Deceuninck-Quick Step    | + 1m22s                  |                          |
| 5.                       | Jefferson Cepeda             | Caja Rural-Seguros RGA   | + 2m58s                  |                          |
| 6.                       | Márton Dina                  | Kometa-Xstra             | + 3m27s                  |                          |
| 7.                       | Jon Agirre                   | Equipo Kern Pharma       | + 5m40s                  |                          |
| 8.                       | Joan Bou                     | Fundación-Orbea          | + 5m57s                  |                          |
| 9.                       | Dmitry Strakhov              | Gazprom-RusVelo          | + 6m47s                  |                          |
| 10.                      | Luca Covili                  | Bardiani CSF Faizanè     | + 7m25s                  |                          |

### Classificação por equipas
| Classificação por equipes | Classificação por equipes | Classificação por equipes | Classificação por equipes |
| Equipe                    | Equipe                    | Tempo                     |                           |
| ------------------------- | ------------------------- | ------------------------- | ------------------------- |
| 1.                        | Bahrain McLaren           | 56h11m12s                 |                           |
| 2.                        | CCC Team                  | + 3m31s                   |                           |
| 3.                        | Ineos                     | + 3m37s                   |                           |
| 4.                        | Astana                    | + 4m24s                   |                           |
| 5.                        | Euskaltel-Euskadi         | + 4m52s                   |                           |
| 6.                        | UAE Team Emirates         | + 6m04s                   |                           |
| 7.                        | Movistar Team             | + 6m39s                   |                           |
| 8.                        | Lotto Soudal              | + 8m18s                   |                           |
| 9.                        | Burgos-BH                 | + 13m44s                  |                           |
| 10.                       | AG2R La Mondiale          | + 14m10s                  |                           |

## Evolução das classificações
| Etapa                 | Vencedor              | Classificação geral | Classificação da montanha | Classificação dos pontos | Classificação dos jovens | Classificação por equipas |
| --------------------- | --------------------- | ------------------- | ------------------------- | ------------------------ | ------------------------ | ------------------------- |
| 1.ª                   | Dylan Groenewegen     | Dylan Groenewegen   | Cédric Beullens           | Dylan Groenewegen        | Fabio Jakobsen           | Bahrain McLaren           |
| 2.ª                   | Tadej Pogačar         | Tadej Pogačar       | Álvaro Quadros            | Tadej Pogačar            | Tadej Pogačar            | Bahrain McLaren           |
| 3.ª                   | Dylan Groenewegen     | Jack Haig           | Álvaro Quadros            | Dylan Groenewegen        | Tadej Pogačar            | Bahrain McLaren           |
| 4.ª                   | Tadej Pogačar         | Tadej Pogačar       | Gonzalo Serrano           | Tadej Pogačar            | Tadej Pogačar            | Bahrain McLaren           |
| 5.ª                   | Fabio Jakobsen        | Tadej Pogačar       | Gonzalo Serrano           | Dylan Groenewegen        | Tadej Pogačar            | Bahrain McLaren           |
| Classificações finais | Classificações finais | Tadej Pogačar       | Gonzalo Serrano           | Dylan Groenewegen        | Tadej Pogačar            | Bahrain McLaren           |

## Ciclistas participantes e posições finais
| Astana AST | Astana AST                         | Astana AST |
| ---------- | ---------------------------------- | ---------- |
| Num        | Ciclista                           | Pos        |
| 1          | Ion Izagirre (ESP)                 | 7.         |
| 2          | Hugo Houle (CAN)                   | 38.        |
| 3          | Luis León Sánchez (ESP)            | 42.        |
| 4          | Rodrigo Contreras (COL)            | 30.        |
| 5          | Óscar Rodríguez Garaicoechea (ESP) | 9.         |
| 6          | Nikita Stalnow (KAZ)               | 101.       |
| 7          | Jonas Gregaard (DEN)               | 72.        |

| Movistar Team MOV | Movistar Team MOV                  | Movistar Team MOV |
| ----------------- | ---------------------------------- | ----------------- |
| Num               | Ciclista                           | Pos               |
| 11                | Alejandro Valverde (ESP) (estrada) | 10.               |
| 12                | Dario Cataldo (ITA)                | 62.               |
| 13                | Jorge Arcas (ESP)                  | 90.               |
| 14                | Sergio Samitier (ESP)              | 117.              |
| 15                | Marc Soler (ESP)                   | 12.               |
| 16                | José Joaquín Rojas (ESP)           | 57.               |
| 17                | Davide Villella (ITA)              | 35.               |

| Deceuninck-Quick Step DQT | Deceuninck-Quick Step DQT      | Deceuninck-Quick Step DQT |
| ------------------------- | ------------------------------ | ------------------------- |
| Num                       | Ciclista                       | Pos                       |
| 21                        | Davide Ballerini (ITA)         | 51.                       |
| 22                        | Rémi Cavagna (FRA)             | 45.                       |
| 23                        | Tim Declercq (BEL)             | 50.                       |
| 24                        | Stijn Steels (BEL)             | 68.                       |
| 25                        | Fabio Jakobsen (NED) (estrada) | 75.                       |
| 26                        | James Knox (GBR)               | 13.                       |
| 27                        | Yves Lampaert (BEL)            | 79.                       |

| Team Ineos INS | Team Ineos INS             | Team Ineos INS |
| -------------- | -------------------------- | -------------- |
| Num            | Ciclista                   | Pos            |
| 31             | Jonathan Castroviejo (ESP) | 113.           |
| 32             | Tao Geoghegan Hart (GBR)   | 3.             |
| 33             | Christian Knees (GER)      | 71.            |
| 34             | Michał Kwiatkowski (POL)   | 32.            |
| 35             | Gianni Moscon (ITA)        | 11.            |
| 36             | Salvatore Puccio (ITA)     | 78.            |
| 37             | Ben Swift (GBR) (estrada)  | 29.            |

| Jumbo-Visma TJV | Jumbo-Visma TJV           | Jumbo-Visma TJV |
| --------------- | ------------------------- | --------------- |
| Num             | Ciclista                  | Pos             |
| 41              | Paul Martens (GER)        | 124.            |
| 42              | Pascal Eenkhoorn (NED)    | 131.            |
| 43              | Jos van Emden (NED)       | 121.            |
| 44              | Tobias Foss (NOR)         | DNF-2           |
| 45              | Dylan Groenewegen (NED)   | 121.            |
| 46              | Christoph Pfingsten (GER) | 116.            |
| 47              | Maarten Wynants (BEL)     | 115.            |

| UAE Team Emirates UAD | UAE Team Emirates UAD    | UAE Team Emirates UAD |
| --------------------- | ------------------------ | --------------------- |
| Num                   | Ciclista                 | Pos                   |
| 51                    | David de la Cruz (ESP)   | 39.                   |
| 52                    | Joe Dombrowski (USA)     | 111.                  |
| 53                    | Alexander Kristoff (NOR) | 85.                   |
| 54                    | Tadej Pogačar (SLO)      | 1.                    |
| 55                    | Jan Polanc (SLO)         | 14.                   |
| 56                    | Edward Ravasi (ITA)      | 93.                   |

| CCC Team CCC | CCC Team CCC               | CCC Team CCC |
| ------------ | -------------------------- | ------------ |
| Num          | Ciclista                   | Pos          |
| 61           | Greg Van Avermaet (BEL)    | 20.          |
| 62           | Víctor de la Parte (ESP)   | 17.          |
| 63           | Alessandro De Marchi (ITA) | 119.         |
| 64           | Serge Pauwels (BEL)        | 21.          |
| 65           | Michael Schär (SUI)        | 54.          |
| 66           | Matteo Trentin (ITA)       | 76.          |
| 67           | Nathan Van Hooydonck (BEL) | 48.          |

| Lotto-Soudal LTS | Lotto-Soudal LTS        | Lotto-Soudal LTS |
| ---------------- | ----------------------- | ---------------- |
| Num              | Ciclista                | Pos              |
| 71               | John Degenkolb (GER)    | 66.              |
| 72               | Frederik Frison (BEL)   | 74.              |
| 73               | Philippe Gilbert (BEL)  | 36.              |
| 74               | Rémy Mertz (BEL)        | 86.              |
| 75               | Tomasz Marczyński (POL) | 23.              |
| 76               | Brent Van Moer (BEL)    | 60.              |
| 77               | Sander Armée (BEL)      | 15.              |

| Mitchelton-Scott MTS | Mitchelton-Scott MTS          | Mitchelton-Scott MTS |
| -------------------- | ----------------------------- | -------------------- |
| Num                  | Ciclista                      | Pos                  |
| 81                   | Jack Haig (AUS)               | 2.                   |
| 82                   | Luka Mezgec (SLO)             | 77.                  |
| 83                   | Michael Albasini (SUI)        | 88.                  |
| 84                   | Christopher Juul-Jensen (DEN) | 67.                  |
| 85                   | Robert Stannard (AUS)         | 58.                  |
| 86                   | Tsgabu Grmay (ETH)            | 80.                  |
| 87                   | Callum Scotson (AUS)          | 92.                  |

| AG2R La Mondiale ALM | AG2R La Mondiale ALM    | AG2R La Mondiale ALM |
| -------------------- | ----------------------- | -------------------- |
| Num                  | Ciclista                | Pos                  |
| 91                   | Julien Duval (FRA)      | 108.                 |
| 92                   | Mathias Frank (SUI)     | 27.                  |
| 93                   | Tony Gallopin (FRA)     | DNF-3                |
| 94                   | Dorian Godon (FRA)      | 47.                  |
| 95                   | Lawrence Naesen (BEL)   | 100.                 |
| 96                   | Oliver Naesen (BEL)     | 91.                  |
| 97                   | Stijn Vandenbergh (BEL) | 43.                  |

| Israel Start-Up Nation ISN | Israel Start-Up Nation ISN | Israel Start-Up Nation ISN |
| -------------------------- | -------------------------- | -------------------------- |
| Num                        | Ciclista                   | Pos                        |
| 101                        | Matthias Brändle (AUT)     | 53.                        |
| 102                        | Davide Cimolai (ITA)       | 98.                        |
| 103                        | Reto Hollenstein (SUI)     | 49.                        |
| 104                        | Daniel Martin (IRL)        | 4.                         |
| 105                        | Daniel Navarro (ESP)       | 95.                        |
| 106                        | Guy Niv (ISR)              | 94.                        |
| 107                        | Tom Van Asbroeck (BEL)     | 52.                        |

| Bahrain McLaren TBM | Bahrain McLaren TBM       | Bahrain McLaren TBM |
| ------------------- | ------------------------- | ------------------- |
| Num                 | Ciclista                  | Pos                 |
| 111                 | Scott Davies (GBR)        | 107.                |
| 112                 | Iván García Cortina (ESP) | 69.                 |
| 113                 | Kevin Inkelaar (NED)      | 123.                |
| 114                 | Matej Mohorič (SLO)       | 24.                 |
| 115                 | Pello Bilbao (ESP)        | 18.                 |
| 116                 | Wout Poels (NED)          | 6.                  |
| 117                 | Dylan Teuns (BEL)         | 5.                  |

| Caja Rural-Seguros RGA CJR | Caja Rural-Seguros RGA CJR      | Caja Rural-Seguros RGA CJR |
| -------------------------- | ------------------------------- | -------------------------- |
| Num                        | Ciclista                        | Pos                        |
| 121                        | Jon Aberasturi (ESP)            | 81.                        |
| 122                        | Jefferson Cepeda (ECU)          | 22.                        |
| 123                        | Álvaro Cuadros (ESP)            | 73.                        |
| 124                        | Alejandro Osorio (COL)          | 82.                        |
| 125                        | Héctor Benito Sáez (ESP)        | 129.                       |
| 126                        | Gonzalo Serrano Rodríguez (ESP) | 61.                        |
| 127                        | Cristián Rodríguez (ESP)        | 114.                       |

| Total Direct Énergie TDE | Total Direct Énergie TDE | Total Direct Énergie TDE |
| ------------------------ | ------------------------ | ------------------------ |
| Num                      | Ciclista                 | Pos                      |
| 131                      | Jérémy Cabot (FRA)       | 133.                     |
| 132                      | Romain Cardis (FRA)      | 83.                      |
| 133                      | Fabien Grellier (FRA)    | 87.                      |
| 134                      | Florian Maitre (FRA)     | DNF-4                    |
| 135                      | Simon Sellier (FRA)      | 118.                     |
| 136                      | Julien Simon (FRA)       | 28.                      |
| 137                      | Rein Taaramäe (EST)      | 26.                      |

| Burgos-BH BBH | Burgos-BH BBH         | Burgos-BH BBH |
| ------------- | --------------------- | ------------- |
| Num           | Ciclista              | Pos           |
| 141           | Willie Smit (RSA)     | 41.           |
| 142           | Isaac Cantón (ESP)    | 126.          |
| 143           | Diego Rubio (ESP)     | 70.           |
| 144           | Jorge Cubero (ESP)    | 122.          |
| 145           | Manuel Peñalver (ESP) | DNF-4         |
| 146           | Jaume Sureda (ESP)    | 97.           |
| 147           | Óscar Cabedo (ESP)    | 19.           |

| Fundación-Orbea FOR | Fundación-Orbea FOR      | Fundación-Orbea FOR |
| ------------------- | ------------------------ | ------------------- |
| Num                 | Ciclista                 | Pos                 |
| 151                 | Rubén Fernández (ESP)    | 8.                  |
| 152                 | Juan José Lobato (ESP)   | 112.                |
| 153                 | Mikel Bizkarra (ESP)     | 16.                 |
| 154                 | Joan Bou (ESP)           | 33.                 |
| 155                 | Txomin Juaristi (ESP)    | 44.                 |
| 156                 | Julen Irizar (ESP)       | 130.                |
| 157                 | Antonio Jesús Soto (ESP) | 89.                 |

| Sport Vlaanderen-Baloise SVB | Sport Vlaanderen-Baloise SVB | Sport Vlaanderen-Baloise SVB |
| ---------------------------- | ---------------------------- | ---------------------------- |
| Num                          | Ciclista                     | Pos                          |
| 161                          | Cedric Beullens (BEL)        | 120.                         |
| 162                          | Amaury Capiot (BEL)          | 102.                         |
| 163                          | Kenny De Ketele (BEL)        | 134.                         |
| 164                          | Kevin Deltombe (BEL)         | 34.                          |
| 165                          | Emiel Planckaert (BEL)       | 136.                         |
| 166                          | Thomas Sprengers (BEL)       | 84.                          |
| 167                          | Aaron Verwilst (BEL)         | 99.                          |

| Bardiani CSF Faizanè BCF | Bardiani CSF Faizanè BCF | Bardiani CSF Faizanè BCF |
| ------------------------ | ------------------------ | ------------------------ |
| Num                      | Ciclista                 | Pos                      |
| 171                      | Vincenzo Albanese (ITA)  | 104.                     |
| 172                      | Giovanni Carboni (ITA)   | 106.                     |
| 173                      | Luca Covili (ITA)        | 40.                      |
| 175                      | Umberto Orsini (ITA)     | 103.                     |
| 176                      | Francesco Romano (ITA)   | 56.                      |
| 177                      | Filippo Zana (ITA)       | 110.                     |

| Gazprom-RusVelo GAZ | Gazprom-RusVelo GAZ        | Gazprom-RusVelo GAZ |
| ------------------- | -------------------------- | ------------------- |
| Num                 | Ciclista                   | Pos                 |
| 181                 | Viacheslav Kuznetsov (RUS) | DNF-4               |
| 182                 | Simone Velasco (ITA)       | 65.                 |
| 183                 | Evgeny Shalunov (RUS)      | 64.                 |
| 184                 | Petr Rikunov (RUS)         | DNF-4               |
| 185                 | Dmitry Strakhov (RUS)      | 37.                 |
| 186                 | Ivan Rovny (RUS)           | 96.                 |
| 187                 | Christian Scaroni (ITA)    | 59.                 |

| Kometa-Xstra KMT | Kometa-Xstra KMT          | Kometa-Xstra KMT |
| ---------------- | ------------------------- | ---------------- |
| Num              | Ciclista                  | Pos              |
| 191              | Márton Dina (HUN)         | 25.              |
| 192              | Giacomo Garavaglia (ITA)  | 137.             |
| 193              | Mathias Larsen (DEN)      | DNF-2            |
| 194              | Alejandro Ropero (ESP)    | DNF-2            |
| 195              | Antonio Puppio (ITA)      | 132.             |
| 196              | Diego Pablo Sevilla (ESP) | 125.             |
| 197              | Daniel Viegas (POR)       | 109.             |

| Equipo Kern Pharma EKP | Equipo Kern Pharma EKP | Equipo Kern Pharma EKP |
| ---------------------- | ---------------------- | ---------------------- |
| Num                    | Ciclista               | Pos                    |
| 201                    | Jaime Castrillo (ESP)  | 127.                   |
| 202                    | Iván Moreno (ESP)      | 55.                    |
| 203                    | Urko Berrade (ESP)     | 46.                    |
| 204                    | José Félix Parra (ESP) | 63.                    |
| 205                    | Enrique Sanz (ESP)     | 105.                   |
| 206                    | Jon Agirre (ESP)       | 31.                    |
| 207                    | Sergio Araiz (ESP)     | 135.                   |

| Astana AST | Astana AST                         | Astana AST |
| ---------- | ---------------------------------- | ---------- |
| Num        | Ciclista                           | Pos        |
| 1          | Ion Izagirre (ESP)                 | 7.         |
| 2          | Hugo Houle (CAN)                   | 38.        |
| 3          | Luis León Sánchez (ESP)            | 42.        |
| 4          | Rodrigo Contreras (COL)            | 30.        |
| 5          | Óscar Rodríguez Garaicoechea (ESP) | 9.         |
| 6          | Nikita Stalnow (KAZ)               | 101.       |
| 7          | Jonas Gregaard (DEN)               | 72.        |

| Movistar Team MOV | Movistar Team MOV                  | Movistar Team MOV |
| ----------------- | ---------------------------------- | ----------------- |
| Num               | Ciclista                           | Pos               |
| 11                | Alejandro Valverde (ESP) (estrada) | 10.               |
| 12                | Dario Cataldo (ITA)                | 62.               |
| 13                | Jorge Arcas (ESP)                  | 90.               |
| 14                | Sergio Samitier (ESP)              | 117.              |
| 15                | Marc Soler (ESP)                   | 12.               |
| 16                | José Joaquín Rojas (ESP)           | 57.               |
| 17                | Davide Villella (ITA)              | 35.               |

| Deceuninck-Quick Step DQT | Deceuninck-Quick Step DQT      | Deceuninck-Quick Step DQT |
| ------------------------- | ------------------------------ | ------------------------- |
| Num                       | Ciclista                       | Pos                       |
| 21                        | Davide Ballerini (ITA)         | 51.                       |
| 22                        | Rémi Cavagna (FRA)             | 45.                       |
| 23                        | Tim Declercq (BEL)             | 50.                       |
| 24                        | Stijn Steels (BEL)             | 68.                       |
| 25                        | Fabio Jakobsen (NED) (estrada) | 75.                       |
| 26                        | James Knox (GBR)               | 13.                       |
| 27                        | Yves Lampaert (BEL)            | 79.                       |

| Team Ineos INS | Team Ineos INS             | Team Ineos INS |
| -------------- | -------------------------- | -------------- |
| Num            | Ciclista                   | Pos            |
| 31             | Jonathan Castroviejo (ESP) | 113.           |
| 32             | Tao Geoghegan Hart (GBR)   | 3.             |
| 33             | Christian Knees (GER)      | 71.            |
| 34             | Michał Kwiatkowski (POL)   | 32.            |
| 35             | Gianni Moscon (ITA)        | 11.            |
| 36             | Salvatore Puccio (ITA)     | 78.            |
| 37             | Ben Swift (GBR) (estrada)  | 29.            |

| Jumbo-Visma TJV | Jumbo-Visma TJV           | Jumbo-Visma TJV |
| --------------- | ------------------------- | --------------- |
| Num             | Ciclista                  | Pos             |
| 41              | Paul Martens (GER)        | 124.            |
| 42              | Pascal Eenkhoorn (NED)    | 131.            |
| 43              | Jos van Emden (NED)       | 121.            |
| 44              | Tobias Foss (NOR)         | DNF-2           |
| 45              | Dylan Groenewegen (NED)   | 121.            |
| 46              | Christoph Pfingsten (GER) | 116.            |
| 47              | Maarten Wynants (BEL)     | 115.            |

| UAE Team Emirates UAD | UAE Team Emirates UAD    | UAE Team Emirates UAD |
| --------------------- | ------------------------ | --------------------- |
| Num                   | Ciclista                 | Pos                   |
| 51                    | David de la Cruz (ESP)   | 39.                   |
| 52                    | Joe Dombrowski (USA)     | 111.                  |
| 53                    | Alexander Kristoff (NOR) | 85.                   |
| 54                    | Tadej Pogačar (SLO)      | 1.                    |
| 55                    | Jan Polanc (SLO)         | 14.                   |
| 56                    | Edward Ravasi (ITA)      | 93.                   |

| CCC Team CCC | CCC Team CCC               | CCC Team CCC |
| ------------ | -------------------------- | ------------ |
| Num          | Ciclista                   | Pos          |
| 61           | Greg Van Avermaet (BEL)    | 20.          |
| 62           | Víctor de la Parte (ESP)   | 17.          |
| 63           | Alessandro De Marchi (ITA) | 119.         |
| 64           | Serge Pauwels (BEL)        | 21.          |
| 65           | Michael Schär (SUI)        | 54.          |
| 66           | Matteo Trentin (ITA)       | 76.          |
| 67           | Nathan Van Hooydonck (BEL) | 48.          |

| Lotto-Soudal LTS | Lotto-Soudal LTS        | Lotto-Soudal LTS |
| ---------------- | ----------------------- | ---------------- |
| Num              | Ciclista                | Pos              |
| 71               | John Degenkolb (GER)    | 66.              |
| 72               | Frederik Frison (BEL)   | 74.              |
| 73               | Philippe Gilbert (BEL)  | 36.              |
| 74               | Rémy Mertz (BEL)        | 86.              |
| 75               | Tomasz Marczyński (POL) | 23.              |
| 76               | Brent Van Moer (BEL)    | 60.              |
| 77               | Sander Armée (BEL)      | 15.              |

| Mitchelton-Scott MTS | Mitchelton-Scott MTS          | Mitchelton-Scott MTS |
| -------------------- | ----------------------------- | -------------------- |
| Num                  | Ciclista                      | Pos                  |
| 81                   | Jack Haig (AUS)               | 2.                   |
| 82                   | Luka Mezgec (SLO)             | 77.                  |
| 83                   | Michael Albasini (SUI)        | 88.                  |
| 84                   | Christopher Juul-Jensen (DEN) | 67.                  |
| 85                   | Robert Stannard (AUS)         | 58.                  |
| 86                   | Tsgabu Grmay (ETH)            | 80.                  |
| 87                   | Callum Scotson (AUS)          | 92.                  |

| AG2R La Mondiale ALM | AG2R La Mondiale ALM    | AG2R La Mondiale ALM |
| -------------------- | ----------------------- | -------------------- |
| Num                  | Ciclista                | Pos                  |
| 91                   | Julien Duval (FRA)      | 108.                 |
| 92                   | Mathias Frank (SUI)     | 27.                  |
| 93                   | Tony Gallopin (FRA)     | DNF-3                |
| 94                   | Dorian Godon (FRA)      | 47.                  |
| 95                   | Lawrence Naesen (BEL)   | 100.                 |
| 96                   | Oliver Naesen (BEL)     | 91.                  |
| 97                   | Stijn Vandenbergh (BEL) | 43.                  |

| Israel Start-Up Nation ISN | Israel Start-Up Nation ISN | Israel Start-Up Nation ISN |
| -------------------------- | -------------------------- | -------------------------- |
| Num                        | Ciclista                   | Pos                        |
| 101                        | Matthias Brändle (AUT)     | 53.                        |
| 102                        | Davide Cimolai (ITA)       | 98.                        |
| 103                        | Reto Hollenstein (SUI)     | 49.                        |
| 104                        | Daniel Martin (IRL)        | 4.                         |
| 105                        | Daniel Navarro (ESP)       | 95.                        |
| 106                        | Guy Niv (ISR)              | 94.                        |
| 107                        | Tom Van Asbroeck (BEL)     | 52.                        |

| Bahrain McLaren TBM | Bahrain McLaren TBM       | Bahrain McLaren TBM |
| ------------------- | ------------------------- | ------------------- |
| Num                 | Ciclista                  | Pos                 |
| 111                 | Scott Davies (GBR)        | 107.                |
| 112                 | Iván García Cortina (ESP) | 69.                 |
| 113                 | Kevin Inkelaar (NED)      | 123.                |
| 114                 | Matej Mohorič (SLO)       | 24.                 |
| 115                 | Pello Bilbao (ESP)        | 18.                 |
| 116                 | Wout Poels (NED)          | 6.                  |
| 117                 | Dylan Teuns (BEL)         | 5.                  |

| Caja Rural-Seguros RGA CJR | Caja Rural-Seguros RGA CJR      | Caja Rural-Seguros RGA CJR |
| -------------------------- | ------------------------------- | -------------------------- |
| Num                        | Ciclista                        | Pos                        |
| 121                        | Jon Aberasturi (ESP)            | 81.                        |
| 122                        | Jefferson Cepeda (ECU)          | 22.                        |
| 123                        | Álvaro Cuadros (ESP)            | 73.                        |
| 124                        | Alejandro Osorio (COL)          | 82.                        |
| 125                        | Héctor Benito Sáez (ESP)        | 129.                       |
| 126                        | Gonzalo Serrano Rodríguez (ESP) | 61.                        |
| 127                        | Cristián Rodríguez (ESP)        | 114.                       |

| Total Direct Énergie TDE | Total Direct Énergie TDE | Total Direct Énergie TDE |
| ------------------------ | ------------------------ | ------------------------ |
| Num                      | Ciclista                 | Pos                      |
| 131                      | Jérémy Cabot (FRA)       | 133.                     |
| 132                      | Romain Cardis (FRA)      | 83.                      |
| 133                      | Fabien Grellier (FRA)    | 87.                      |
| 134                      | Florian Maitre (FRA)     | DNF-4                    |
| 135                      | Simon Sellier (FRA)      | 118.                     |
| 136                      | Julien Simon (FRA)       | 28.                      |
| 137                      | Rein Taaramäe (EST)      | 26.                      |

| Burgos-BH BBH | Burgos-BH BBH         | Burgos-BH BBH |
| ------------- | --------------------- | ------------- |
| Num           | Ciclista              | Pos           |
| 141           | Willie Smit (RSA)     | 41.           |
| 142           | Isaac Cantón (ESP)    | 126.          |
| 143           | Diego Rubio (ESP)     | 70.           |
| 144           | Jorge Cubero (ESP)    | 122.          |
| 145           | Manuel Peñalver (ESP) | DNF-4         |
| 146           | Jaume Sureda (ESP)    | 97.           |
| 147           | Óscar Cabedo (ESP)    | 19.           |

| Fundación-Orbea FOR | Fundación-Orbea FOR      | Fundación-Orbea FOR |
| ------------------- | ------------------------ | ------------------- |
| Num                 | Ciclista                 | Pos                 |
| 151                 | Rubén Fernández (ESP)    | 8.                  |
| 152                 | Juan José Lobato (ESP)   | 112.                |
| 153                 | Mikel Bizkarra (ESP)     | 16.                 |
| 154                 | Joan Bou (ESP)           | 33.                 |
| 155                 | Txomin Juaristi (ESP)    | 44.                 |
| 156                 | Julen Irizar (ESP)       | 130.                |
| 157                 | Antonio Jesús Soto (ESP) | 89.                 |

| Sport Vlaanderen-Baloise SVB | Sport Vlaanderen-Baloise SVB | Sport Vlaanderen-Baloise SVB |
| ---------------------------- | ---------------------------- | ---------------------------- |
| Num                          | Ciclista                     | Pos                          |
| 161                          | Cedric Beullens (BEL)        | 120.                         |
| 162                          | Amaury Capiot (BEL)          | 102.                         |
| 163                          | Kenny De Ketele (BEL)        | 134.                         |
| 164                          | Kevin Deltombe (BEL)         | 34.                          |
| 165                          | Emiel Planckaert (BEL)       | 136.                         |
| 166                          | Thomas Sprengers (BEL)       | 84.                          |
| 167                          | Aaron Verwilst (BEL)         | 99.                          |

| Bardiani CSF Faizanè BCF | Bardiani CSF Faizanè BCF | Bardiani CSF Faizanè BCF |
| ------------------------ | ------------------------ | ------------------------ |
| Num                      | Ciclista                 | Pos                      |
| 171                      | Vincenzo Albanese (ITA)  | 104.                     |
| 172                      | Giovanni Carboni (ITA)   | 106.                     |
| 173                      | Luca Covili (ITA)        | 40.                      |
| 175                      | Umberto Orsini (ITA)     | 103.                     |
| 176                      | Francesco Romano (ITA)   | 56.                      |
| 177                      | Filippo Zana (ITA)       | 110.                     |

| Gazprom-RusVelo GAZ | Gazprom-RusVelo GAZ        | Gazprom-RusVelo GAZ |
| ------------------- | -------------------------- | ------------------- |
| Num                 | Ciclista                   | Pos                 |
| 181                 | Viacheslav Kuznetsov (RUS) | DNF-4               |
| 182                 | Simone Velasco (ITA)       | 65.                 |
| 183                 | Evgeny Shalunov (RUS)      | 64.                 |
| 184                 | Petr Rikunov (RUS)         | DNF-4               |
| 185                 | Dmitry Strakhov (RUS)      | 37.                 |
| 186                 | Ivan Rovny (RUS)           | 96.                 |
| 187                 | Christian Scaroni (ITA)    | 59.                 |

| Kometa-Xstra KMT | Kometa-Xstra KMT          | Kometa-Xstra KMT |
| ---------------- | ------------------------- | ---------------- |
| Num              | Ciclista                  | Pos              |
| 191              | Márton Dina (HUN)         | 25.              |
| 192              | Giacomo Garavaglia (ITA)  | 137.             |
| 193              | Mathias Larsen (DEN)      | DNF-2            |
| 194              | Alejandro Ropero (ESP)    | DNF-2            |
| 195              | Antonio Puppio (ITA)      | 132.             |
| 196              | Diego Pablo Sevilla (ESP) | 125.             |
| 197              | Daniel Viegas (POR)       | 109.             |

| Equipo Kern Pharma EKP | Equipo Kern Pharma EKP | Equipo Kern Pharma EKP |
| ---------------------- | ---------------------- | ---------------------- |
| Num                    | Ciclista               | Pos                    |
| 201                    | Jaime Castrillo (ESP)  | 127.                   |
| 202                    | Iván Moreno (ESP)      | 55.                    |
| 203                    | Urko Berrade (ESP)     | 46.                    |
| 204                    | José Félix Parra (ESP) | 63.                    |
| 205                    | Enrique Sanz (ESP)     | 105.                   |
| 206                    | Jon Agirre (ESP)       | 31.                    |
| 207                    | Sergio Araiz (ESP)     | 135.                   |

Convenções:
- AB-N: Abandono na etapa "N"
- FLT-N: Retiro por chegada fora do limite de tempo na etapa "N"
- NTS-N: Não tomou a saída para a etapa "N"
- DES-N: Desclassificado ou expulsado na etapa "N"

## UCI World Ranking
A Volta à Comunidade Valenciana outorgou pontos para o UCI World Ranking para corredores das equipas nas categorias UCI WorldTeam, UCI ProTeam e Continental. As seguintes tabelas são o barómetro de pontuação e os 10 corredores que obtiveram mais pontos:
| Posição             | 1.º | 2.º | 3.º | 4.º | 5.º | 6.º | 7.º | 8.º | 9.º | 10.º | 11.º | 12.º | 13.º | 14.º | 15.º | 16.º-30.º | 31.º-40.º |
| Classificação geral | 200 | 150 | 125 | 100 | 85  | 70  | 60  | 50  | 40  | 35   | 30   | 25   | 20   | 15   | 10   | 5         | 3         |
| Por etapa           | 20  | 10  | 5   |     |     |     |     |     |     |      |      |      |      |      |      |           |           |
| Líder               | 5   |     |     |     |     |     |     |     |     |      |      |      |      |      |      |           |           |

| Classificação |                    |                        |       |       |       |       |
| Posição       | Ciclista           | Equipa                 | Geral | Etapa | Líder | Total |
| ------------- | ------------------ | ---------------------- | ----- | ----- | ----- | ----- |
| 1.º           | Tadej Pogačar      | UAE Emirates           | 200   | 40    | 10    | 250   |
| 2.º           | Jack Haig          | Mitchelton-Scott       | 150   | 5     | -     | 155   |
| 3.º           | Tao Geoghegan Hart | INEOS                  | 125   | 5     | -     | 130   |
| 4.º           | Daniel Martin      | Israel Start-Up Nation | 100   | -     | -     | 100   |
| 5.º           | Dylan Teuns        | Bahrain McLaren        | 85    | 5     | -     | 90    |
| 6.º           | Wout Poels         | Bahrain McLaren        | 70    | 10    | -     | 80    |
| 7.º           | Ion Izagirre       | Astana                 | 60    | -     | -     | 60    |
| 8.º           | Dylan Groenewegen  | Jumbo-Visma            | -     | 50    | 5     | 55    |
| 9.º           | Rubén Fernández    | Fundación-Orbea        | 50    | -     | -     | 50    |
| 10.º          | Alejandro Valverde | Movistar               | 35    | 10    | -     | 45    |